# Dekanat Przemyśl I
Dekanat Przemyśl I – dekanat archidiecezji przemyskiej, w archiprezbiteracie przemyskim.

## Historia
W 1594 roku bp Wawrzyniec Goślicki utworzył dekanat przemyski. Parafia katedralna w Przemyślu pozostała pod jurysdykcją biskupa. W skład dekanatu weszło 31 parafii: Babice, Bircza, Czyszki, Husaków, Kosienice, Krakowiec, Krukienice, Krzywcza, Leszczawa, Łowce, Medyka, Milczyce, Miżyniec, Mościska, Myślatycze, Pantalowice, Pnikut, Pruchnik, Radenice, Radochońce, Radymno, Rokietnica, Rybotycze, Stojańce, Strzelczyska, Stubno, Tuligłowy, Ujkowice, Wisznia, Wyszatyce, Żurawica.
W 1641 roku bp Piotr Gembicki utworzył nowy dekanat mościski, składający się z dwóch oddzielnych części. W skład części właściwej zostały wyłączone parafie: Mościska, Czyszki, Husaków, Krukienice, Milczyce, Miżyniec,  Myślatycze, Pnikut, Radenice, Radochońce, Stojańce, Strzelczyska, Wisznia. W skład drugiej części eksterytorialnej (oddzielonej dekanatem samborskim) weszły parafie: Bircza, Krasiczyn, Leszczawa, Rybotycze.  
W 1746 roku bp Wacław Hieronim Sierakowski zlikwidował dekanat przemyski, oraz utworzył pruchnicki i nowomiejski. Parafia katedralna w Przemyślu pozostała nadal pod jurysdykcją biskupa, na terytorium dekanatu pruchnickiego.
W 1785 roku bp Antoni Wacław Betański na mocy reform józefińskich zlikwidował dekanat pruchnicki, a jego parafie weszły w skład  odtworzonego dekanatu przemyskiego: Przemyśl, Babice, Kaszyce, Krasiczyn, Krzywcza, Kosienice, Łowce, Pruchnik, Radymno, Rokietnica, Tuligłowy, Ujkowice, Wyszatyce, Żurawica. 
W 1787 roku ponownie odtworzono dekanat pruchnicki, a w dekanacie przemyskim pozostały parafie: Przemyśl, Babice,Krasiczyn, Krzywcza, Niżankowice, Ujkowice, Wyszatyce, Żurawica. W 1841 roku bp Franciszek Ksawery Zachariasiewicz podzielił dekanat przemyski na: miejski z parafią katedralną i zamiejski z pozostałymi parafiami. 
W 1938 roku w skład dekanatu przemyskiego miejskiego wchodziły parafie: Przemyśl-Katedralna, Przemyśl-Błonie, Przemyśl-Zasanie, Grochowce, Pikulice. Dziekanem był ks. kan. Zygmunt Męski. W skład dekanatu przemyskiego zamiejskiego wchodziły parafie: Babice, Krasiczyn, Krzywcza, Medyka, Niżankowice, Stubno, Tarnawka, Ujkowice, Wyszatyce, Żurawica. Dziekanem był ks. Michał Miksiewicz.
W 1949 roku dekanat przemyski-zamiejski przemianowano na dekanat żurawicki. 
W 1962 roku bp Franciszek Barda zlikwidował dekanat żurawicki, a jego parafie weszły w skład dekanatu przemyskiego. 
W 1968 roku bp Ignacy Tokarczuk podzielił dekanat na przemyski I (miejski) i przemyski II (zamiejski). 
W 1982 roku został utworzony dekanat przemyski III (Przemyśl-Błonie).

## Parafie
- Krasiczyn – pw. św. Marcina
  - Chołowice – kościół filialny pw. Ducha Swiętego
  - Mielnów – kościół filialny pw. Narodzenia Najświętszej Maryi Panny
  - Korytniki – kościół filialny pw. św. Maksymiliana Marii Kolbego
- Nehrybka – pw. Niepokalanego Poczęcia Najświętszej Maryi Panny
- Pikulice – pw. Najświętszego Serca Pana Jezusa
- Prałkowce – pw. Matki Bożej Zbaraskiej (Michalici)
  - Przemyśl-Kruhel Wielki – kościół filialny pw. Matki Bożej Królowej Polski
  - Przemyśl-Kruhel Mały – kościół filialny pw. św. Wojciecha
- Przemyśl – pw. Wniebowzięcia Najświętszej Maryi Panny i św. Jana Chrzciciela (Archikatedra)
- Przemyśl – rektorat samodzielny św. Michała Archanioła
- Przemyśl – pw. św. Marii Magdaleny (Franciszkanie Konwentualni)
- Przemyśl – pw. Najświętszego Serca Pana Jezusa (Karmelici)
- Przemyśl – pw. św. Antoniego Padewskiego (Franciszkanie Reformaci)
- Tarnawce – rektorat samodzielny
  - Zalesie – kościół filialny pw. Podwyższenia Krzyża Świętego

## Zgromadzenia zakonne
- Przemyśl – oo. Franciszkanie konwentualni
- Przemyśl – oo. Franciszkanie reformaci
- Przemyśl – oo. Karmelici bosi
- Prałkowce – xx. Michalici
- Przemyśl – ss. Felicjanki (1983)
- Przemyśl – ss. Karmelitanki bose (1884)
- Przemyśl – ss. Michalitki
- Przemyśl – ss. Rodziniarki (1946)
- Przemyśl – ss. Rycerki Niepokalanej
- Przemyśl – ss. Serafitki
- Przemyśl – ss. Sercanki (1900)
- Przemyśl – ss. Sercanki (1917)
- Przemyśl – ss. Służebniczki starowiejskie (1909)
- Przemyśl – ss. Sługi Jezusa (1897)
- Krasiczyn – ss. Służebniczki starowiejskie (1864)
- Pikulice – ss. Służebniczki starowiejskie (1912)
- Prałkowce – ss. Służebniczki starowiejskie (1870)